# 北マリアナ大学
北マリアナ大学（きたマリアナだいがく）あるいはノーザン・マリアナ・カレッジ（英語: Northern Marianas College）は、北マリアナ諸島米国自治連邦区サイパンに本部を置くアメリカ合衆国の公立コミュニティ・カレッジである。1981年に設置された。略称はNMC。
アメリカ西部地区大学認定機構（WACS）によって認証（アクレディテーション）されたコミュニティーカレッジで、自治連邦区内にサイパン、テニアン、ロタの3つのキャンパスを有している。

## 設置学科
カレッジでは学位及び認定証を授与するプログラムを7学科設置している。
- 経営学科 （4年制）
- 体育学科
- 人文科学科
- 看護学科
- 社会科学科
- 数理・職業教育学科
- 教員養成課程（4年制）

## 学位・教育
- 教員養成課程に4年以上在学し、所定の単位を取得すると学士の学位を授与される。
- 全科履修生として在学した者には準学士が授与され、グアム大学やハワイ大学等へ編入学できる資格が与えられる。
- 留学生を積極的に受け入れており、英語を第二言語として学ぶことができる。
- 遠隔教育を取り入れたプログラムを用意しており、職業教育も充実している。

## 公式サイト
- Northern Marianas College